# Síntesis de quinolinas de Combes
La Síntesis de quinolinas de Combes es un método de síntesis orgánica que implica la condensación de una anilina primaria (1) con una β-dicetona (2) para formar una quinolina sustituidas (4).

## Mecanismo
El método consta de dos etapas:
- Formación de la base de Schiff de la anilina con la cetona.
- Ciclización debido a la activación del anillo aromático por el átomo de nitrógeno. El anillo ataca en la posición orto al carbonilo en un mecanismo de sustitución electrófila aromática.

Se presenta el siguiente ejemplo: